# كارلوس أوليفيرا
كارلوس أوليفيرا هو لاعب كرة قدم. يلعب مع منتخب كوبا لكرة القدم. سبق له أن لعب في كأس العالم لكرة القدم مع منتخب بلاده.

## روابط خارجية
- كارلوس أوليفيرا على موقع الاتحاد الدولي (مؤرشف)  (الإنجليزية)
- كارلوس أوليفيرا على موقع قاعدة بيانات كرة القدم.إي يو (الإنجليزية)
- كارلوس أوليفيرا على موقع ناشيونال فوتبول تيمز (الإنجليزية)